# Cephaloserica phthisica
Cephaloserica phthisica is een keversoort uit de familie bladsprietkevers (Scarabaeidae). De wetenschappelijke naam van de soort is voor het eerst geldig gepubliceerd in 1902 door Brenske.